# Theodor Zahn
Theodor Zahn (Moers, 10 ottobre 1838 – Erlangen, 5 marzo 1933) è stato un teologo e biblista tedesco.

## Carriera
Zahn nacque in Renania, Prussia (ora Germania). Dopo aver studiato a Basilea, Erlangen e a Berlino, diventò professore di teologia presso l'Università di Gottinga nel 1871. Occupò una cattedra simile a Kiel nel 1877, a Erlangen nel 1878, a Lipsia nel 1888 e nel 1892 tornò a Erlangen. Fu nominato per il Premio Nobel per la Letteratura nel 1902, 1904 e 1908. Teologicamente, Zahn si avvicina molto alla teologia del Nuovo Testamento.

## Opere
- Marcellus of Ancyra (1867)
- Der Hirt des Hermas untersucht (1868)
- Ignatius von Antiochien (1873)
- Patrum Apostolicorum Opera (1875–78; 5 edizioni, 1905)
- The Acts of Saint John (1880)
- Forschungen zur Geschichte des neutestamentlichen Kanons und der altkirchlichen Litteratur (8 volumi, 1881–1908)
- Cyprian of Antioch and the German Story of Faust (1882)
- Geschichte des neutestamentlichen Kanons (2 volumi, 1889–92)
- Das apostolische Symbolum (1892; traduzione in inglese, The Apostles' Creed, 1899)
- The Gospel of Peter (1893)
- Einleitung in das neue Testament (2 volumi 1897–1900; 3ª edizione, 1906–07; traduzione in inglese, Introduction to the New Testament, 3 volumi, 1909)
- Brot und Salz aus Gottes Wort, 20 sermons, (1901; traduzione in inglese, Bread and Salt from the Word of God, 1905)
- Grundriss der Geschichte des neutestamentlichen Kanons (1901; seconda edizione, 1904)
- Das Evangelium des Lucas (1912)